# Seefledermäuse
Die Seefledermäuse (Ogcocephalidae) sind bodenbewohnende Fische aus der Ordnung der Armflosser (Lophiiformes).
Von den Seefledermäusen zu unterscheiden sind die Fledermausfische (Platax).

## Verbreitung
Seefledermäuse leben weltweit, mit Ausnahme des Mittelmeers, in subtropischen und tropischen Meeren, auf dem Grund, meist in größeren Tiefen von 100 Metern. Nur die in der Karibik, im Westatlantik und rund um die Galápagos-Inseln heimische Gattung Ogcocephalus bevorzugt flacheres Wasser.

## Merkmale
Die großköpfigen, oft bunten, rot und orange gefärbten und 5 bis 30 cm lang werdenden Fische haben einen merkwürdig abgeplatteten (Ausnahme ist die Gattung Coelophrys), dreieckigen oder runden, zum Teil mit stacheligen Knochenplatten geschützten Körper. Von der Rückenflosse ist nur der erste Strahl geblieben, der zu der für die Ordnung der Armflosser (Lophiiformes) typischen Angel umgebildet ist. Bei einigen Arten sitzt sie auch an einem hornartigen Fortsatz vorne am Kopf (daher der Name Ogcocephalus von (altgr.) ogkos (latinisiert oncus, „Geschwulst“) und kephale „-kopf“).

## Lebensraum und Lebensweise
Meistens werden Seefledermäuse weit vor der Küste auf schlammigen oder sandigen Böden gefangen, in der Regel in weniger als 200 m, aber auch aus Tiefen von 1.000 m oder mehr. Einige Arten ausgewachsener und heranwachsender Seefledermäuse kommen küstennah auf offenem Boden zwischen Felsen oder Riffen bis in Tiefen von etwa 90 m vor.
Sie ernähren sich von kleinen Schnecken und Muscheln, von verschiedenen Würmern, kleinen Krebstieren und gelegentlich von kleinen Fischen. In Gefangenschaftshaltung bewegen sich die Tiere nur selten. Sporadisch wackeln sie mit der als Angelköder verwendeten Drüsenstruktur, die sich ein kurzes Stück vor das Maul erstrecken kann, wenn ihnen Nahrung angeboten wird. Dabei scheint die „Angel“ Flüssigkeit auszuscheiden. Es ist jedoch nicht bekannt welche Nahrung von diesem Köder angezogen wird.
Soweit bekannt sind Eier, Larven und Postlarven pelagisch. Die Postlarven sind durchsichtig, kugelförmig, manchmal 25 bis 30 mm groß und schließen die Entwicklung ab wenn sie sich am Boden niederlassen.

## Nutzung
Die Arten werden nicht befischt und nur selten gegessen.

## Systematik

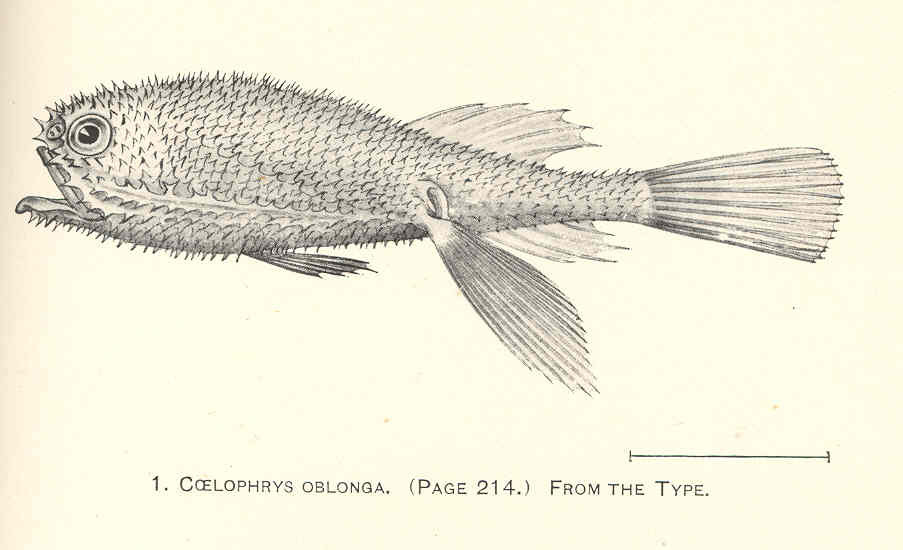
Coelophrys oblonga

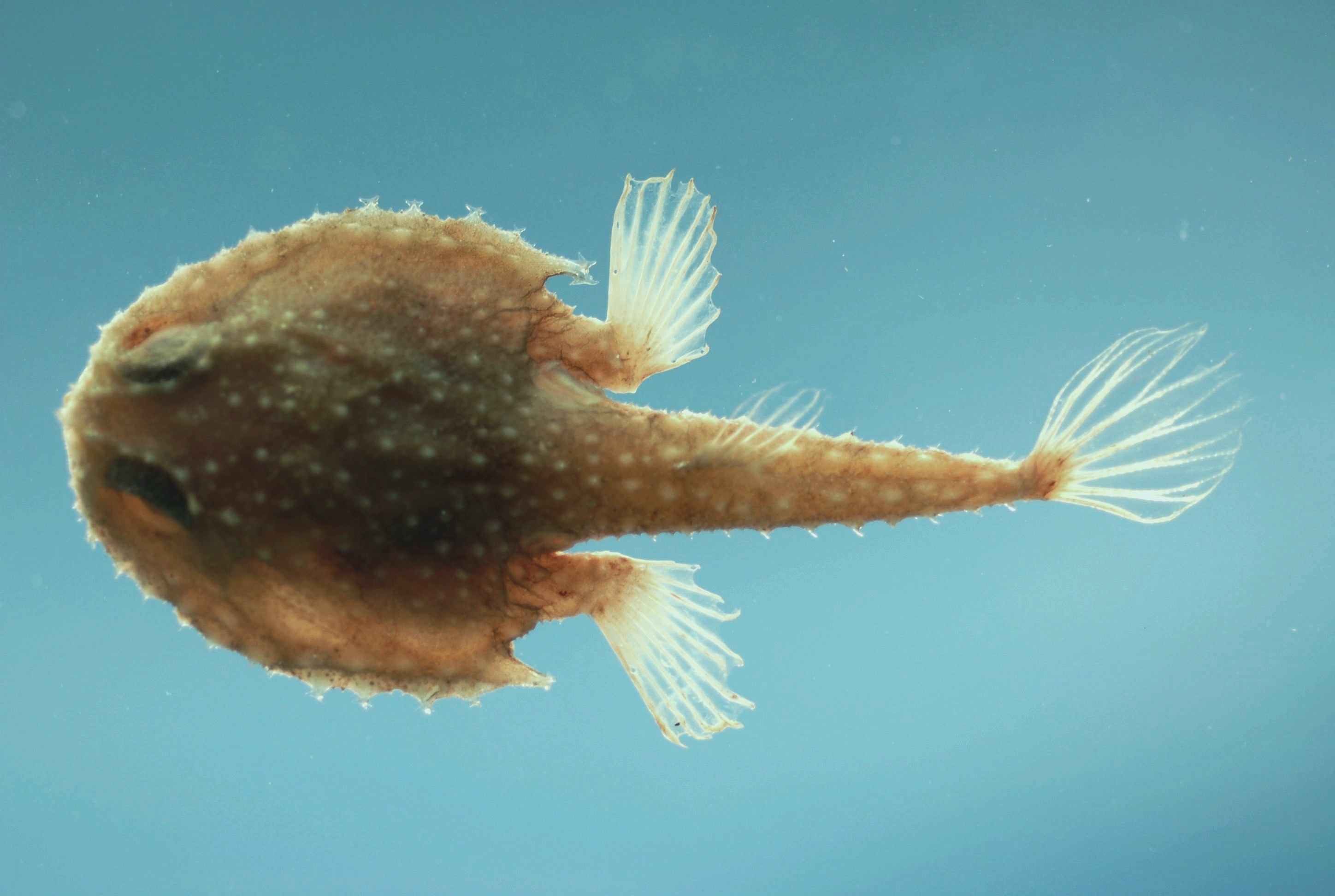
Dibranchus atlanticus

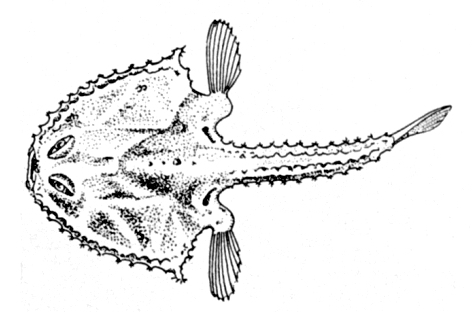
Halieutaea coccinea

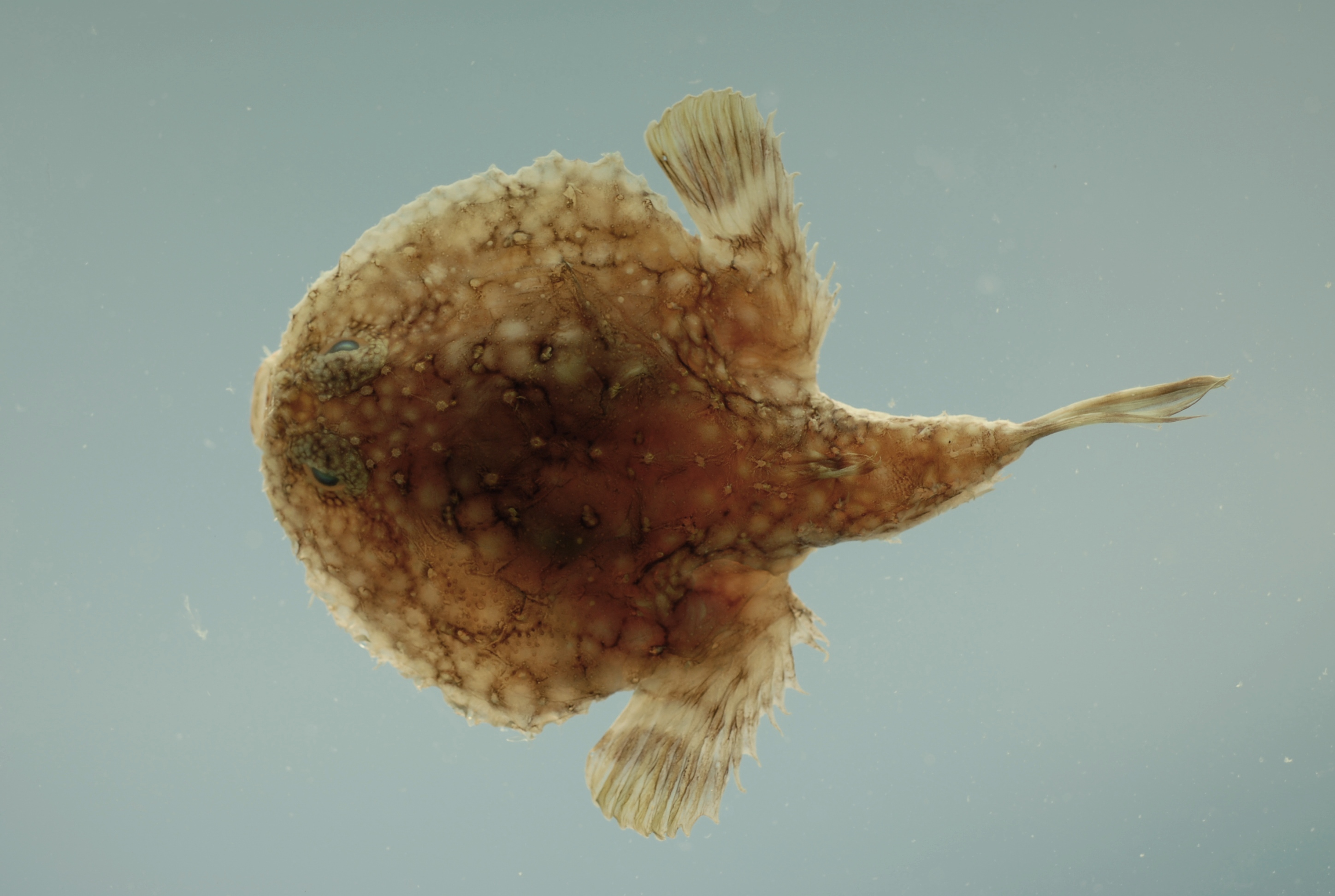
Halieutichthys aculeatus

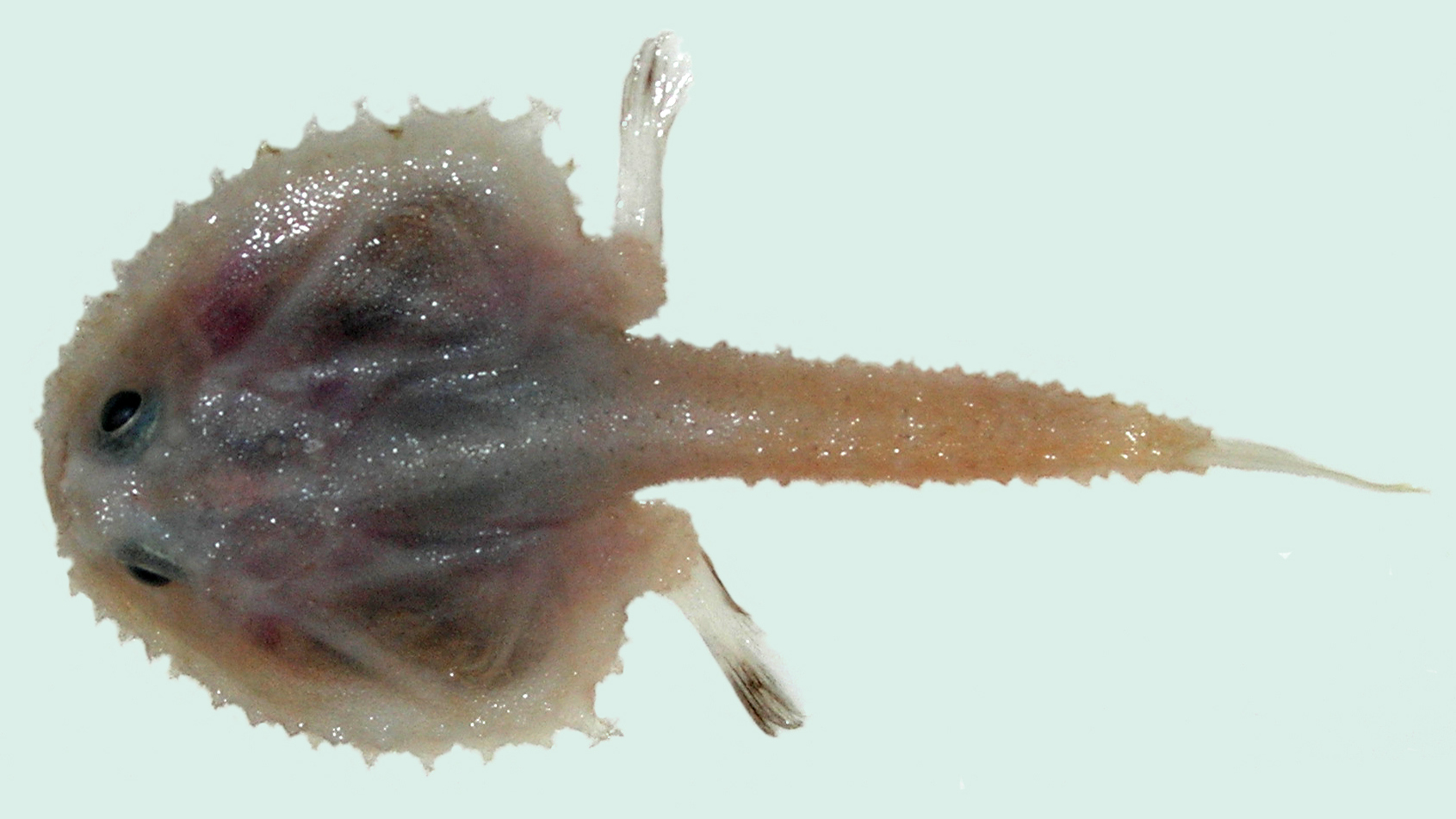
Halicmetus ruber

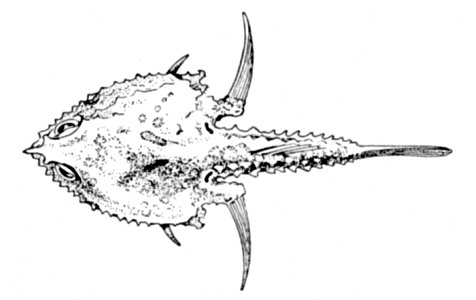
Malthopsis lutea

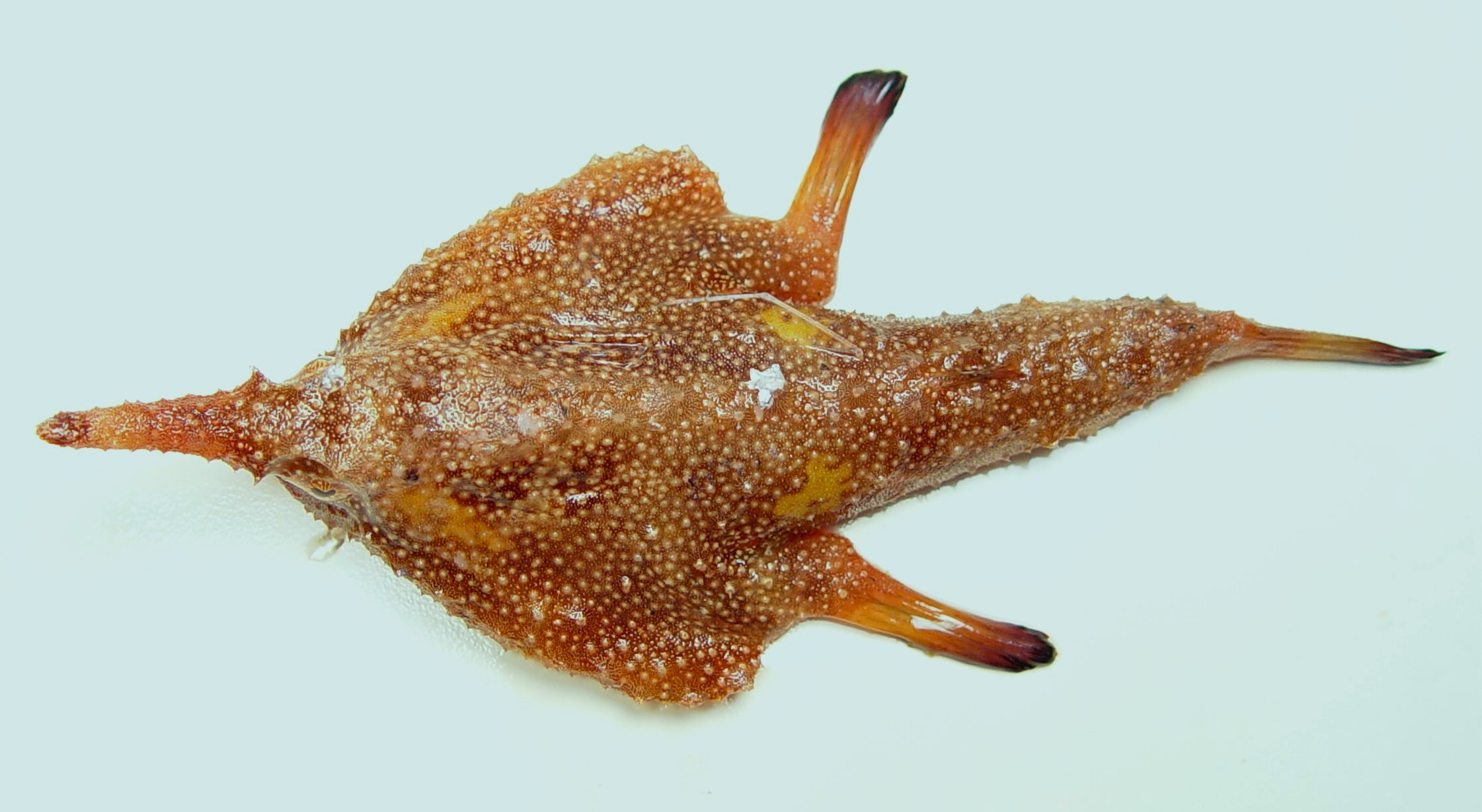
Ogcocephalus corniger

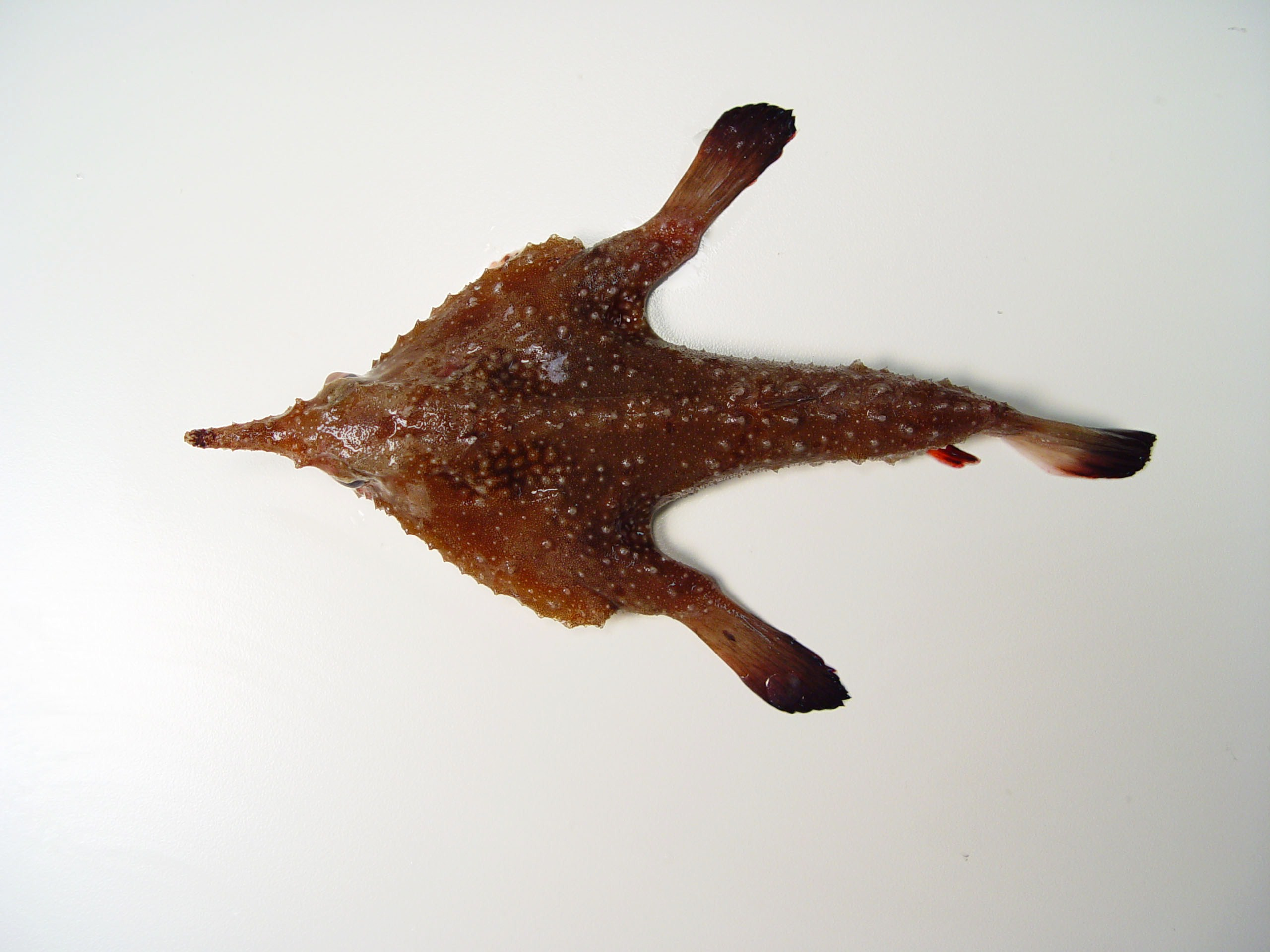
Ogcocephalus pumilus

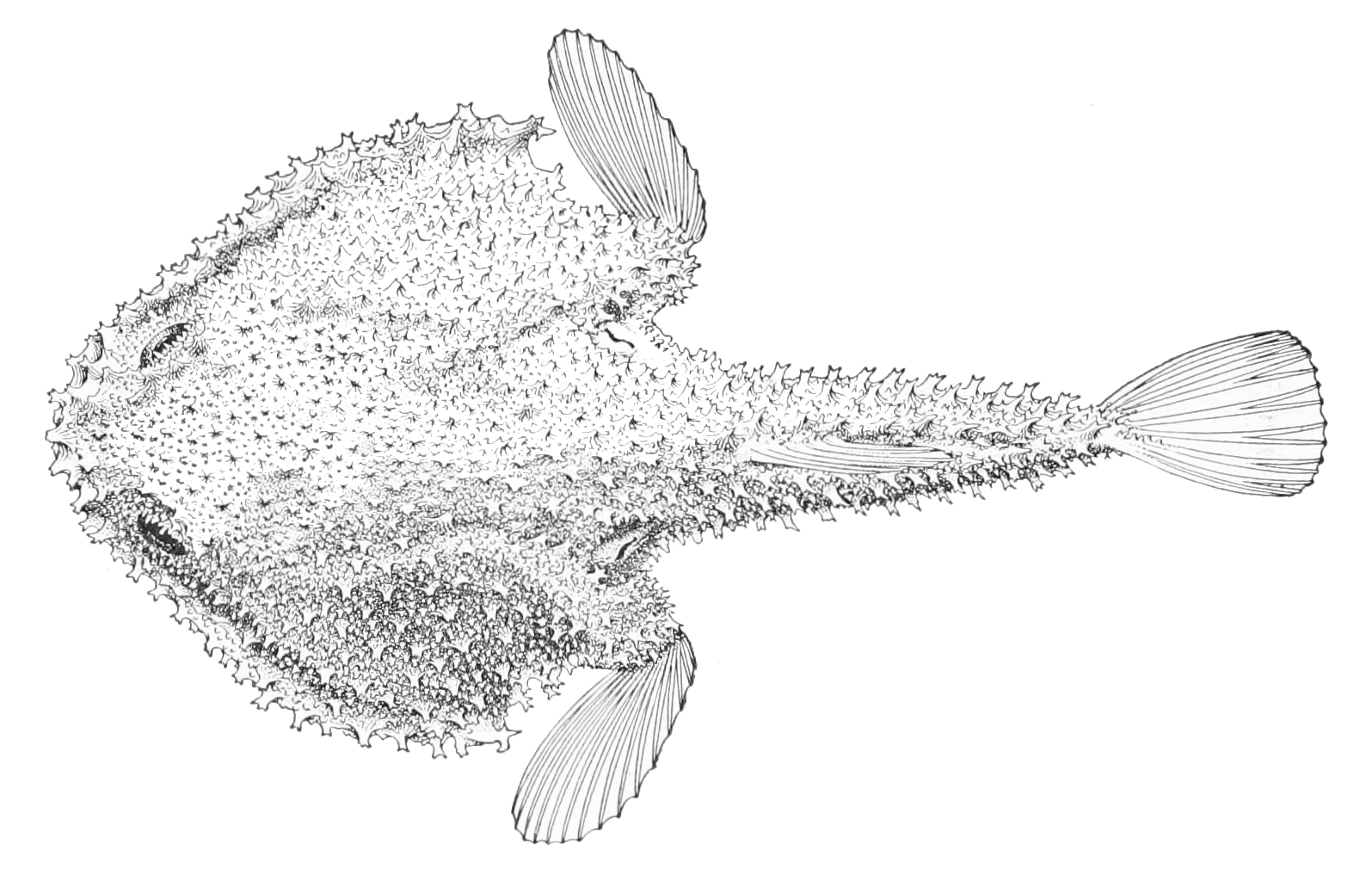
Solocisquama erythrina

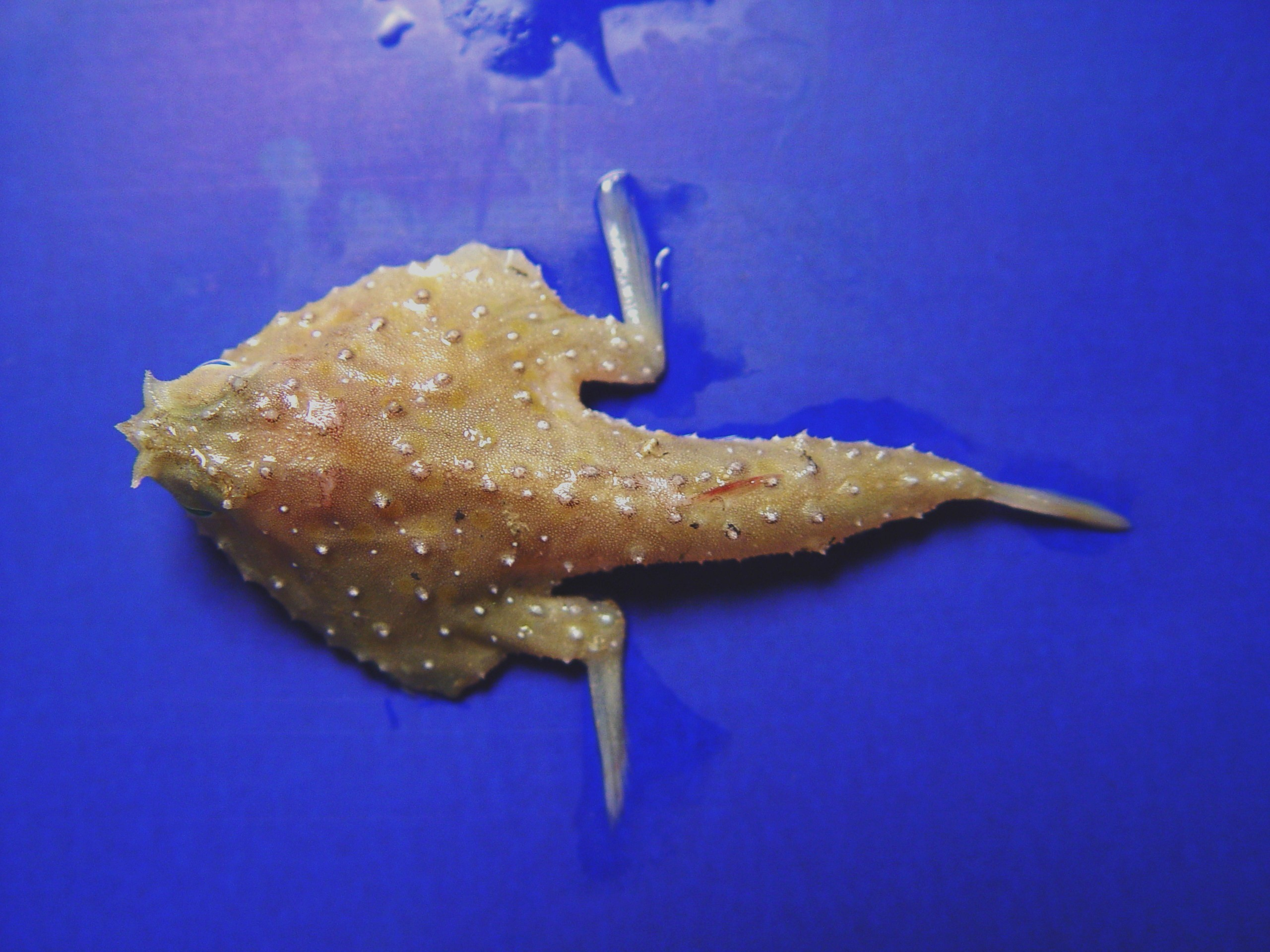
Zalieutes mcgintyi

Es gibt über 70 Arten in zehn Gattungen:
- Coelophrys
  - Coelophrys arca (Smith & Radcliffe, 1912).
  - Coelophrys bradburyae (Endo & Shinohara, 1999).
  - Coelophrys brevicaudata (Brauer, 1902).
  - Coelophrys brevipes (Smith & Radcliffe, 1912).
  - Coelophrys mollis (Smith & Radcliffe, 1912).
  - Coelophrys oblonga (Smith & Radcliffe, 1912).
- Dibranchus
  - Dibranchus accinctus (Bradbury, 1999).
  - Dibranchus atlanticus (Peters, 1876).
  - Dibranchus cracens (Bradbury, McCosker & Long, 1999).
  - Dibranchus discors (Bradbury, McCosker & Long, 1999).
  - Dibranchus erinaceus (Garman, 1899).
  - Dibranchus hystrix (Garman, 1899).
  - Dibranchus japonicus (Amaoka & Toyoshima, 1981).
  - Dibranchus nasutus (Cuvier, 1829).
  - Dibranchus nudivomer (Garman, 1899).
  - Dibranchus sparsus (Garman, 1899).
  - Dibranchus spinosus (Garman, 1899).
  - Dibranchus spongiosa (Gilbert, 1890).
  - Dibranchus tremendus (Bradbury, 1999).
  - Dibranchus velutinus (Bradbury, 1999).
- Halicmetus Alcock, 1891.[4]
  - Halicmetus drypus Ho & Last, 2018.
  - Halicmetus marmoratus Weber, 1913.
  - Halicmetus niger Ho, Endo & Sakamaki, 2008.
  - Halicmetus reticulatus (Smith & Radcliffe, 1912).
  - Halicmetus ruber (Alcock, 1891).
  - Halicmetus westraliensis Ho & Last, 2018.
- Halieutaea
  - Halieutaea brevicauda (Ogilby, 1910).
  - Halieutaea coccinea (Alcock, 1889).
  - Halieutaea fitzsimonsi (Gilchrist & Thompson, 1916).
  - Halieutaea fumosa (Alcock, 1894).
  - Halieutaea hancocki (Regan, 1908).
  - Halieutaea indica (Annandale & Jenkins, 1910).
  - Halieutaea nigra (Alcock, 1891).
  - Halieutaea retifera (Gilbert, 1905).
  - Halieutaea stellata (Swainson, 1839).
- Halieutichthys
  - Halieutichthys aculeatus (Mitchill, 1818).
  - Halieutichthys bispinosus (Ho, Chakrabarty & Sparks, 2010).
  - Halieutichthys intermedius (Ho, Chakrabarty & Sparks, 2010).
- Halieutopsis
  - Halieutopsis andriashevi (Bradbury, 1988).
  - Halieutopsis bathyoreos (Bradbury, 1988).
  - Halieutopsis galatea (Bradbury, 1988).
  - Halieutopsis ingerorum (Bradbury, 1988).
  - Halieutopsis margaretae (Ho & Shao, 2007).
  - Halieutopsis micropa (Alcock, 1891).
  - Halieutopsis simula (Smith & Radcliffe, 1912).
  - Halieutopsis stellifera (Smith & Radcliffe, 1912).
  - Halieutopsis tumifrons (Garman, 1899).
  - Halieutopsis vermicularis (Smith & Radcliffe, 1912).
- Malthopsis[5]
  - Malthopsis annulifera (Tanaka, 1908).
  - Malthopsis apis Ho & Last, 2021.
  - Malthopsis asperata Ho, Roberts & Shao, 2013.
  - Malthopsis austrafricana Ho, 2013.
  - Malthopsis bradburyae Ho, 2013.
  - Malthopsis bulla Ho & Last, 2021.
  - Malthopsis gigas Ho & Shao, 2010.
  - Malthopsis gnoma (Bradbury, 1998).
  - Malthopsis jordani (Gilbert, 1905).
  - Malthopsis lutea (Alcock, 1891).
  - Malthopsis mcgroutheri Ho & Last, 2021.
  - Malthopsis mitrigera (Gilbert & Cramer, 1897).
  - Malthopsis oculata Ho & Last, 2021.
  - Malthopsis parva Ho, Roberts & Shao, 2013.
  - Malthopsis provocator Whitley, 1961.
  - Malthopsis tetrabulla Ho & Last, 2021.
  - Malthopsis tiarella (Jordan, 1902).
- Ogcocephalus
  - Ogcocephalus corniger (Bradbury, 1980).
  - Ogcocephalus cubifrons (Richardson, 1836).
  - Ogcocephalus darwini (Hubbs, 1958).
  - Ogcocephalus declivirostris (Bradbury, 1980).
  - Ogcocephalus nasutus (Cuvier, 1829).
  - Ogcocephalus notatus (Valenciennes, 1837).
  - Ogcocephalus pantostictus (Bradbury, 1980).
  - Ogcocephalus parvus (Longley & Hildebrand, 1940).
  - Ogcocephalus porrectus (Garman, 1899).
  - Ogcocephalus pumilus (Bradbury, 1980).
  - Ogcocephalus radiatus (Mitchill, 1818).
  - Ogcocephalus rostellum (Bradbury, 1980).
  - Ogcocephalus vespertilio (Linnaeus, 1758).
- Solocisquama
  - Solocisquama carinata (Bradbury, 1999).
  - Solocisquama erythrina (Gilbert, 1905).
  - Solocisquama stellulata (Gilbert, 1905).
- Zalieutes
  - Zalieutes elater (Jordan & Gilbert, 1882).
  - Zalieutes mcgintyi (Fowler, 1952).